# Hugh A. Butler
Hugh A. Butler (Missouri Valley, 1878. február 28. – Bethesda, 1954. július 1.) az Amerikai Egyesült Államok szenátora (Nebraska, 1941–1954).